# لورا مونتز ليال
لورا مونتز ليال (بالإنجليزية: Laura Muntz Lyall)‏ (و. 1860 – 1930 م) هي رسامة من كندا. ولدت في ووريكشير.
توفيت في تورونتو، عن عمر يناهز 70 عاماً.

## معرض صور

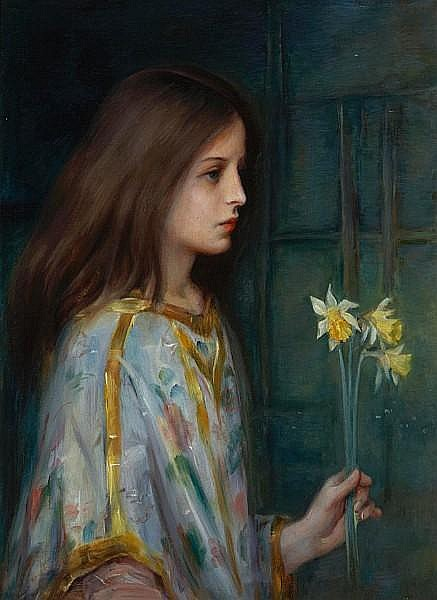
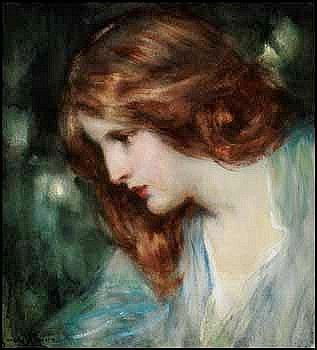
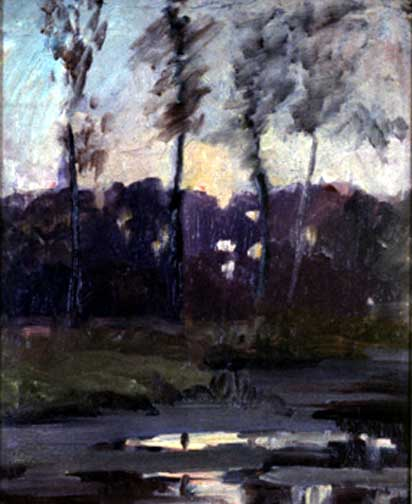
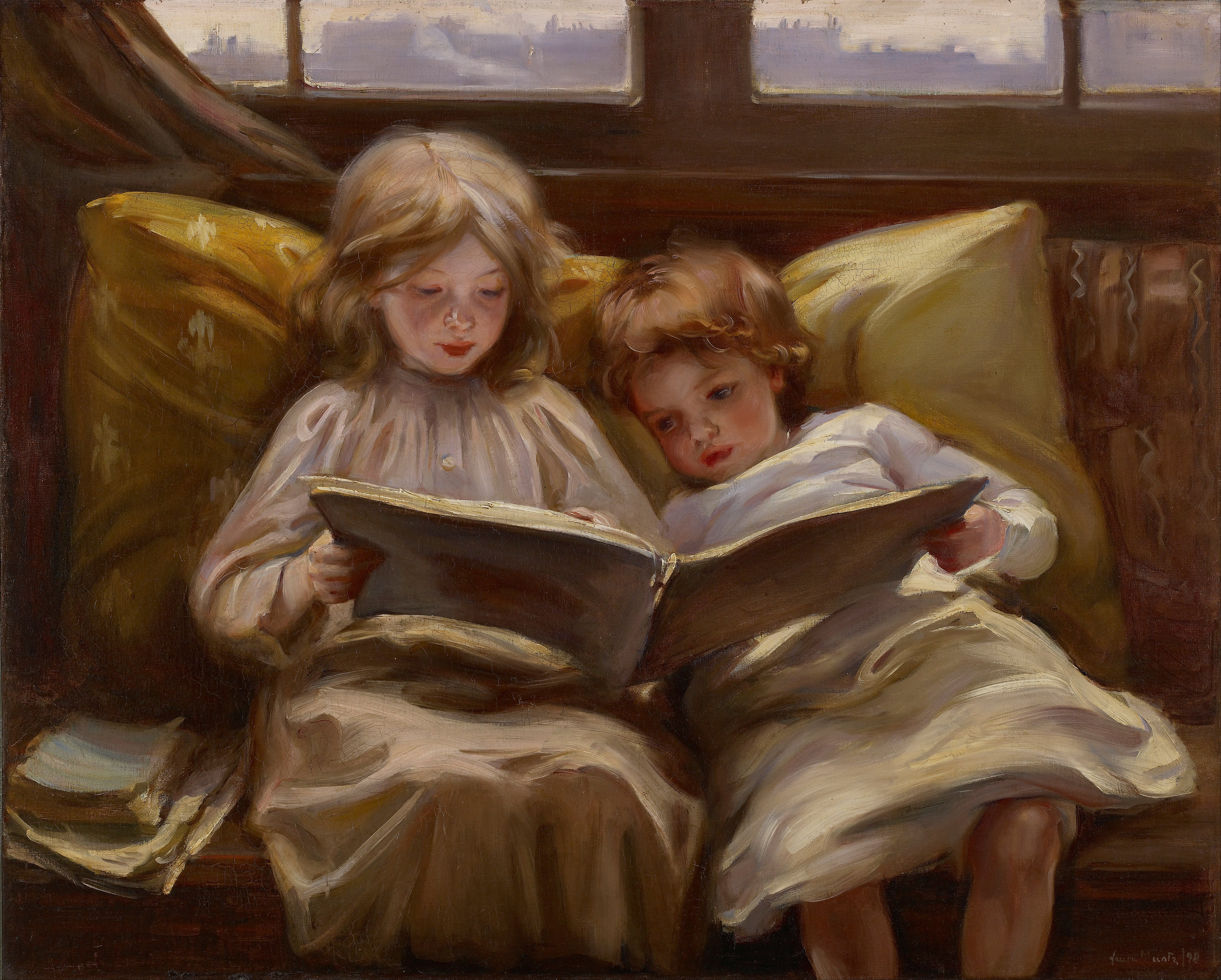
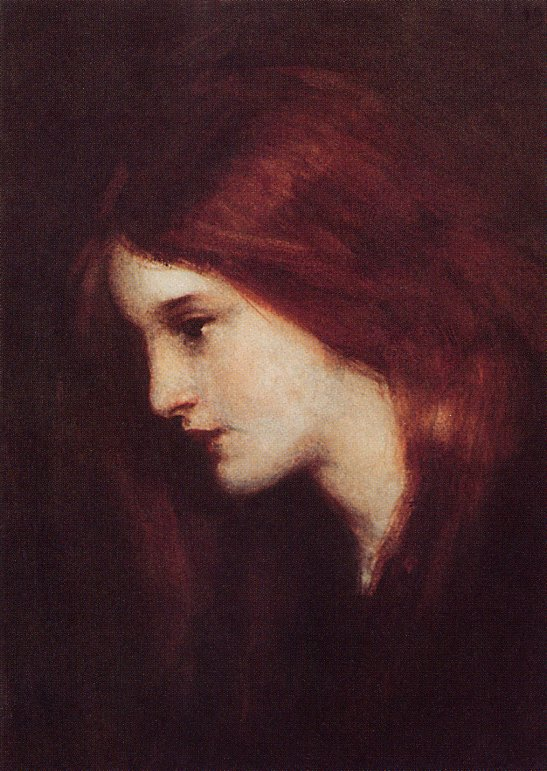
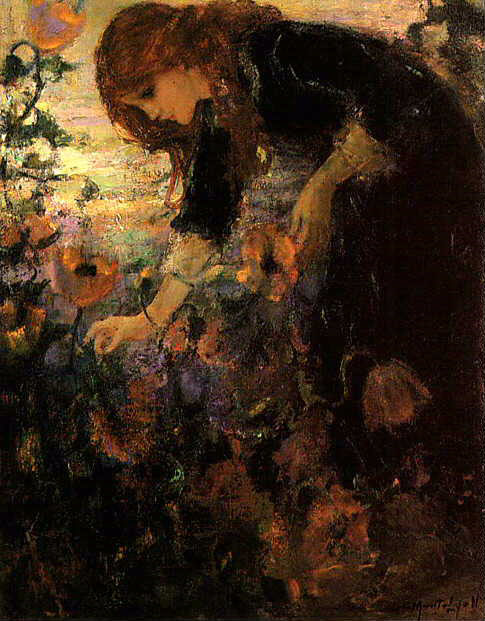

## التعليم
تعلمت في أكاديمية كولاروسي ‏.